# Daily Air
德安航空; pinyin: Déān Hángkōng
Daily Air est une compagnie aérienne de Taïwan.

## Lignes desservies
| Ville                     | AITA | OACI | Aéroport                | Refs |
| ------------------------- | ---- | ---- | ----------------------- | ---- |
| Kaohsiung                 | KHH  | RCKH | Kaohsiung               |      |
| Ludao                     | GNI  | RCLY | Green Island            |      |
| Makung                    | MZG  | RCQC | Magong                  |      |
| Île des Orchidées (Lanyu) | KYD  | RCGI | Lanyu-île des Orchidées |      |
| Qimei                     | CMJ  | RCCM | Tchimeï                 |      |
| Taïtung                   | TTT  | RCFM | Taïtung                 |      |
| Wang'an, Penghu           | WOT  | RCWA | Wang-an (en)            |      |

## Flotte

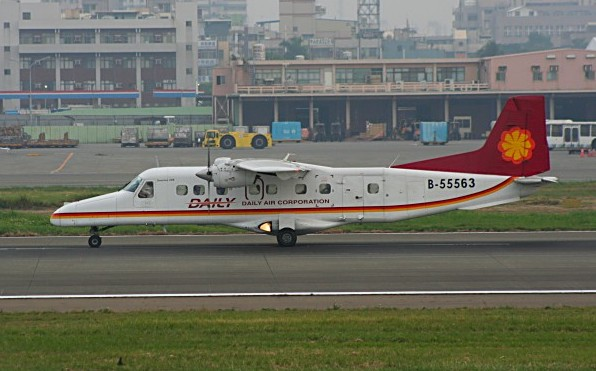
Dornier 228 de Daily Air à Kaohsiung en octobre 2006

Daily Air opère avec les appareils suivants (janvier 2007) :
- 2 hélicoptères BK-117
- 4 Dornier Do-228

En 1999, Daily Air opérait avec 4 BK-117, 2 Bell 430 et 3 Bell 412.